# Gounli
Gounli ist ein Arrondissement im Departement Zou in Benin. Es ist eine Verwaltungseinheit, die der Gerichtsbarkeit der Kommune Covè untersteht.

## Demographie
Gemäß der Volkszählung von 2013 hatte Gounli 3652 Einwohner, davon waren 1772 männlich und 1880 weiblich.

## Geographie und Verwaltung
Das Arrondissement liegt als Teil des Departements Zou im Süden des Landes. Es setzt sich aus den vier Dörfern Ahito, Domè, Hounholi und Kpagoudo zusammen.